# Essaïd Belkalem
Essaïd Belkalem (arabisch إسعد بلكالام, DMG ʾIsaʿid Balkalām; * 1. Januar 1989 in Mekla) ist ein algerischer Fußballspieler. 

## Werdegang

### Vereinskarriere
Essaïd Belkalem wurde im kabylischen Mekla geboren und durchlief alle Jugendmannschaften von JS Kabylie, ehe er zur Saison 2008/09 schließlich in den Profikader des algerischen Rekordmeisters aufgenommen wurde. Bereits in der darauffolgenden Saison konnte er sich als Stammspieler in der Mannschaft etablieren und zudem mit seinem Verein das Halbfinale der CAF Champions League erreichen. Im Januar 2011 wurde Belkalems fußballerische Entwicklung gravierend beeinträchtigt, als er sich eine schwere Knieverletzung zuzog und für ein ganzes Jahr ausfiel. Nachdem er im Januar 2012 auf den Fußballplatz zurückgekehrt war, machte er prompt mit guten Leistungen auf sich aufmerksam, woraus erste Interessensbekundungen europäischer Vereine resultierten. 
Zur Saison 2013/14 wurde sein Wechsel zum FC Granada bekannt, wo er einen bis Juni 2017 gültigen Kontrakt unterzeichnete. 
Die Saisonvorbereitung absolvierte er allerdings beim Tochter-Verein Udinese Calcio, ehe er im August 2013 für ein Jahr zum FC Watford ausgeliehen wurde. 
Durch eine schwerwiegende Knöchelverletzung bedingt, konnte Belkalem allerdings nur acht Ligaspiele für Watford bestreiten. 
Am 31. Juli 2014 wurde seine Ausleihe an den türkischen Klub Trabzonspor bekanntgegeben, wo er erneut auf seinen ehemaligen Nationaltrainer Vahid Halilhodzic traf. Bereits nach einer Saison verließ er Trabzonspor und wechselte zu seinem vorherigen Klub FC Watford.
Im Juli 2016 wechselte er für eine Saison zum französischen Zweitligisten US Orléans. Danach war er ein halbes Jahr ohne Verein, ehe er sich im Januar 2018 erneut JS Kabylie in seiner Heimat Algerien anschloss. Dort spielte er bis zum Sommer und ist seitdem ohne neuen Verein.

### Nationalmannschaft
Zwischen 2007 und 2010 war Belkalem fester Bestandteil der algerischen U-20- und U-23-Nationalmannschaft.
Seit 2012 gehört er zudem der algerischen Militärnationalmannschaft an, mit der er an der Fußball-Militärweltmeisterschaft 2013 in Aserbaidschan teilnahm. 
Im Mai 2012 wurde er erstmals für die algerische A-Nationalmannschaft berufen. Am 9. September 2012 debütierte er im Qualifikationsspiel zum Afrika-Cup 2013 gegen Libyen. Nach der erfolgreichen Qualifikation nahm er ebenfalls an diesem Turnier in Südafrika teil, wo er als Stammspieler agierte. 
Im Jahr 2014 nahm er mit Algerien zudem an der Fußball-Weltmeisterschaft in Brasilien teil, wo er unter anderem im Achtelfinal-Spiel gegen Deutschland von Beginn an spielte. 

## Erfolge
- Algerischer Pokalsieger: 2011